# Coppa Italia Dilettanti 2002-2003
La Coppa Italia Dilettanti 2002-03 di calcio si disputa tra marzo e maggio 2003, la vincitrice accede direttamente alla Serie D. Nel caso in cui sia già stata promossa in D per la posizione in classifica nel suo campionato, accede alla Serie D la finalista perdente. Se anch'essa è stata già promossa in D, sarà promossa la migliore delle semifinaliste, e se anche la migliore semifinalista è già promossa, ha diritto alla Serie D l'altra semifinalista, e così via.

## Squadre partecipanti
| Regione                  | Squadra            | Città (provincia)           |
| ------------------------ | ------------------ | --------------------------- |
| Piemonte e Valle d'Aosta | Derthona           | Tortona (AL)                |
| Liguria                  | Pontedecimo        | Pontedecimo (GE)            |
| Lombardia                | Nuova Albano       | Albano Sant'Alessandro (BG) |
| Trentino-Alto Adige      | Bolzano            | Bolzano                     |
| Veneto                   | Montebelluna       | Montebelluna (TV)           |
| Friuli-Venezia Giulia    | Sacilese           | Sacile (PN)                 |
| Emilia-Romagna           | G.S. Bagnolese     | Bagnolo in Piano (RE)       |
| Toscana                  | Montemurlo         | Montemurlo (PO)             |
| Umbria                   | Foligno            | Foligno (PG)                |
| Marche                   | Imab Urbino        | Urbino (PU)                 |
| Lazio                    | Ladispoli          | Ladispoli (RM)              |
| Abruzzo                  | Celano             | Celano (AQ)                 |
| Molise                   | Bojano             | Bojano (CB)                 |
| Campania                 | Solofra            | Solofra (AV)                |
| Puglia                   | Francavilla Calcio | Francavilla Fontana (BR)    |
| Basilicata               | Horatiana Venosa   | Venosa (PZ)                 |
| Calabria                 | Silana             | San Giovanni in Fiore (CS)  |
| Sicilia                  | Alcamo             | Alcamo (TP)                 |
| Sardegna                 | Arbus              | Arbus (VS)                  |

## Fase eliminatoria a gironi
Le 19 squadre partecipanti al primo turno (12-19-26 marzo) sono state divise in 8 gironi:
- I gironi A, B e G sono composti da 3 squadre;
- I gironi C, D, E, F e H sono composti da 2 squadre.

I giorni sono stati sorteggiati come segue:
| Girone A     | Girone B     | Girone C   | Girone D | Girone E  | Girone F | Girone G         | Girone H |
| ------------ | ------------ | ---------- | -------- | --------- | -------- | ---------------- | -------- |
| Derthona     | Bolzano      | Bagnolese  | Foligno  | Arbus     | Bojano   | Francavilla      | Alcamo   |
| Nuova Albano | Montebelluna | Montemurlo | Urbino   | Ladispoli | Celano   | Horatiana Venosa | Silana   |
| Pontedecimo  | Sacilese     |            |          |           |          | Solofra          |          |

### Girone A
| Squadra         | P.ti | G | V | N | P | GF | GS | DR |
| --------------- | ---- | - | - | - | - | -- | -- | -- |
| 1. Derthona     | 6    | 2 | 2 | 0 | 0 | 3  | 1  | +2 |
| 2. Pontedecimo  | 1    | 2 | 0 | 1 | 1 | 2  | 3  | -1 |
| 3. Nuova Albano | 1    | 2 | 0 | 1 | 1 | 1  | 2  | -1 |

| 12 marzo 2003, ore 15:00 | Nuova Albano | 1 – 1 | Pontedecimo |  |

| 19 marzo 2003, ore 15:00 | Derthona | 1 – 0 | Nuova Albano |  |

| 26 marzo 2003, ore 15:00 | Pontedecimo | 1 – 2 | Derthona |  |

### Girone B
| Squadra         | P.ti | G | V | N | P | GF | GS | DR |
| --------------- | ---- | - | - | - | - | -- | -- | -- |
| 1. Sacilese     | 6    | 2 | 2 | 0 | 0 | 4  | 2  | +2 |
| 2. Montebelluna | 1    | 2 | 0 | 1 | 1 | 4  | 5  | -1 |
| 3. Bolzano      | 1    | 2 | 0 | 1 | 1 | 2  | 3  | -1 |

| 12 marzo 2003, ore 15:00 | Sacilese | 1 – 0 | Bolzano |  |

| 19 marzo 2003, ore 15:00 | Bolzano | 2 – 2 | Montebelluna |  |

| 26 marzo 2003, ore 15:00 | Montebelluna | 2 – 3 | Sacilese |  |

### Girone C
| 12 marzo 2003, ore 15:00 | Montemurlo | 2 – 0 | Bagnolese |  |

| 26 marzo 2003, ore 15:00 | Bagnolese | 3 – 3 | Montemurlo |  |

Qualificata/o:  Montemurlo

### Girone D
| 12 marzo 2003, ore 15:00 | Foligno | 2 – 1 | Urbino |  |

| 26 marzo 2003, ore 15:00                     | Urbino               | 2 – 1 (d.t.s.) | Foligno |  |
| \| \| \| \| \| \| Tiri di rigore 4 – 2 \| \| |                      |                |         |  |
|                                              |                      |                |         |  |
|                                              | Tiri di rigore 4 – 2 |                |         |  |

Qualificata/o:  Urbino

### Girone E
| 12 marzo 2003, ore 15:00 | Ladispoli | 2 – 0 | Arbus |  |

| 26 marzo 2003, ore 15:00 | Arbus | 2 – 1 | Ladispoli |  |

Qualificata/o:  Ladispoli

### Girone F
| 12 marzo 2003, ore 15:00 | Bojano | 0 – 0 | Celano |  |

| 26 marzo 2003, ore 15:00 | Celano | 1 – 1 | Bojano |  |

Qualificata/o:  Bojano

### Girone G
| Squadra             | P.ti | G | V | N | P | GF | GS | DR |
| ------------------- | ---- | - | - | - | - | -- | -- | -- |
| 1. Francavilla      | 6    | 2 | 2 | 0 | 0 | 3  | 0  | +3 |
| 2. Solofra          | 3    | 2 | 1 | 0 | 1 | 2  | 2  | +0 |
| 3. Horatiana Venosa | 0    | 2 | 0 | 0 | 2 | 0  | 3  | -3 |

| 12 marzo 2003, ore 15:00 | Solofra | 2 – 0 | Horatiana Venosa |  |

| 19 marzo 2003, ore 15:00 | Horatiana Venosa | 0 – 1 | Francavilla |  |

| 26 marzo 2003, ore 15:00 | Francavilla | 2 – 0 | Solofra |  |

### Girone H
| 12 marzo 2003, ore 15:00 | Silana | 1 – 1 | Alcamo |  |

| 26 marzo 2003, ore 15:00 | Alcamo | 1 – 0 | Silana |  |

Qualificata/o:  Alcamo

## Fase a eliminazione diretta

### Quarti di Finale
| Squadra 1   | Totale | Squadra 2        | Andata     | Ritorno         |
| ----------- | ------ | ---------------- | ---------- | --------------- |
|             |        |                  | 02.04.2003 | 09.04.2003      |
| Derthona    | 1 - 1  | Sacilese         | 0 - 1      | 1 - 0 (3-1 dcr) |
| Urbino      | 3 - 1  | Jolly Montemurlo | 2 - 1      | 1 - 0           |
| Alcamo      | 2 - 5  | Ladispoli        | 1 - 0      | 1 - 5           |
| Francavilla | 1 - 5  | Bojano           | 0 - 2      | 1 - 3           |

### Semifinali
| Squadra 1 | Totale | Squadra 2 | Andata     | Ritorno         |
| --------- | ------ | --------- | ---------- | --------------- |
|           |        |           | 16.04.2003 | 30.04.2003      |
| Urbino    | 2 - 2  | Derthona  | 2 - 0      | 0 - 2 (2-4 dcr) |
| Bojano    | 0 - 1  | Ladispoli | 0 - 0      | 0 - 1           |

### Finale
| Arbitro: | Fugante (Macerata) |

| |            | |
| Galassi 69’ | Marcatori  | |
| Mercadante Negro Merelli Quadraccia Scocca Aversano (60' De Sisti) Sergenti Valerio Torri (78' Pacenza) Mazza (90' Valentino) Galassi | Formazioni | Aliotta Scabbiolo (71' Massaro) Panizza Corti Crosetti (66' Quattrini) Piacentini Odino Deiana Visca Chiellini Chiarlone |
| Ugo Fronti | Allenatori | Mario Bensi |